# メル・ルイス
メル・ルイス（Mel Lewis、1929年5月10日 - 1990年2月2日）は、ジャズ・ドラム奏者、ビッグバンド・リーダー。

## 来歴
ニューヨーク州、バッファロー生まれ。1964年、ジャズ・トランペット奏者のサド・ジョーンズと共にサド・ジョーンズ＝メル・ルイス・ジャズ・オーケストラを結成。1966年2月から、毎週月曜日の夜にニューヨークのジャズ・クラブ、ヴィレッジ・ヴァンガードで演奏を始める。1978年、サド・ジョーンズがヨーロッパに移ったのに伴い、同バンドをメル・ルイス・ジャズ・オーケストラに移行。1990年の死後も、バンドはヴァンガード・ジャズ・オーケストラとして現在まで活動を続けている。

## ディスコグラフィ

### リーダー・アルバム
- 『メル・ルイス・アンド・フレンズ』 - Mel Lewis and Friends (1977年、A&M/Horizon)
- 『サド・ジョーンズ＝メル・ルイス・カルテット』 - The Thad Jones Mel Lewis Quartet (1978年、Artists House) ※with サド・ジョーンズ
- Mellifluous (1981年、Gatemouth)